# Тараненко Леонід Іванович
Тараненко Леонід Іванович — один з найвідоміших зоологів східних теренів України, орнітолог, дослідник історії науки, мандрівник, педагог, доцент, автор низки відомих наукових праць.
З січня 1993 р. дотепер Леонід Тараненко — голова Робочої групи дослідницької мережі «Вивчення птахів басейну Сіверського Дінця», упорядник та редактор кількох випусків збірників наукових праць «Птахи басейну Сіверського Дінця». Голова Донецького відділення Українського товариства охорони птахів.

## Біографічна довідка
Леонід Тараненко навчався у Ростовському державному університеті, де спеціалізувався по кафедрі зоології хребетних (закінчив 1965 року). Служив у війську зоологом військового протичумного загону, після чого працював у низці природоохоронних та науково-дослідних установ — Баргузинському заповіднику (Забайкалля), Чаткальському біосферному заповіднику (Західний Тянь-Шань), Інституті зоології АН Узбекистану.
Леонід Іванович Тараненко — учень відомих зоологів Володимира Мартіно та Романа Мекленбурцева.
Пройшов аспірантуру при Ростовському університеті, яку закінчив 1972 р., і того ж року захистив дисертацію за темою: «Взаємозв'язки хребетних тварин з рослинністю й ґрунтами в біогеоценозах заплави Нижнього Дону».  Після захисту дисертації (з 1973 р.) завідував науковим відділом НДІ Біології при Ростовському університеті та був заступником директора з наукової роботи та директором цього НДІ.
Чотири роки — з 1978 до 1982 р. — працював за кордоном, у Республіці Гвінея, де викладав зоологічні дисципліни в університеті міста Конакрі.
У 1983 р. приїхав в Україну, до Донецька, де був прийнятий за конкурсом на посаду доцента кафедри зоології Донецького національного університету.
Кандидат біологічних наук, доцент Донецького національного університету.

## Наукові доробки
Леонід Тараненко — автор понад 200 наукових праць, упорядник і науковий редактор 5-ти випусків наукових праць серії «Птахи басейну Сіверського Дінця» (вип. 1, 6-7, 9, 11, 13-й — у друці).
У 1980-1990-х роках Леонід Іванович активно співпрацював з Реферативним журналом «Біологія» (переважно за розділом «Орнітологія») і підготував десятки рефератів у перекладах статей з французької мови.

### Наукові публікації
Найголовніші публікації останнього часу:
- Тараненко Л. И. Роман Николаевич Мекленбурцев // Птицы бассейна Северского Донца: Материалы 11-12 совещаний «Изучение и охрана птиц бассейна Северского Донца». — Донецк, 2005. — Вып. 9. — С. 130–141.

- Тараненко Л. И. Гнездование степной пустельги (Falco naumanni Fleich.) в «Меловой Флоре» возобновилось // Птицы басейна Северского Донца : Материалы 11 и 12 конф. «Изучение и охрана бассейна Северского Донца». — Донецк, 2005. — Вип. 9. — С. 44-45.

- Тараненко Л. И. Встречи редких краснокнижных видов птиц в Донецкой области // Птицы басейна Северского Донца : Материалы 11 и 12 конф. «Изучение и охрана бассейна Северского Донца». — Донецк, 2005. — Вип. 9. — С. 122–124.

- Тараненко Л. И. Памяти Даниила Юрьевича Кашкарова (1937–2003) // Птицы басейна Северского Донца : Материалы 11 и 12 конф. «Изучение и охрана бассейна Северского Донца». — Донецк, 2005. — Вип. 9. — С. 142–149.

- Тараненко Л. И. Раритетные виды наземных млекопитающих Донецкой области: современное состояние и перспективы охраны // Раритетна теріофауна та її охорона / За ред. І. Загороднюка. — Луганськ, 2007. — Вип. 9. — С. 1-29. (Праці Теріологічної школи). — ISBN 978-966-02-4638-6.

- Тараненко Л. И. Коллекция птиц, собранная А. Хорьковым // Птицы басейна Северского Донца. — Донецк, 2010. — Вып. 11. — С. 240–242.
- Тараненко Л. И. Налет кедровок в Донецкую область осенью 2008 года // Птицы бассейна Северского Донца. — Донецк, 2010. — Вып. 11. — С. 251–254.

Деякі наукові праці за всі роки:
- Перечень объектов животного и растительного мира, рекомендуемых к включению в первое издание Красной книги Донецкой народной Республики / В. М. Остапко, В. В. Мартынов, С. А. Приходько [и др.] // Промышленная ботаника. – 2020. – Т. 20. – № 1. – С. 8-28.
- Тараненко Л. И. Орнитофауна города Донецка / Первый Всероссийский орнитологический конгресс (г. Тверь, Россия, 29 января – 4 февраля 2018 г.). Тезисы докладов. Тверь, 2018. — С. 323-324.
- Червона книга Донецької області: тваринний світ. Науково-інформаційний довідник / За ред. В.Д. Залевського (безхребетні), О.І. Бронскова (хребетні). — Вінниця: ПрАТ "Вінницька обласна друкарня", 2017. — 452 с.

- Тараненко Л. И. Скелевая балка как возможный объект заповедания // Охрана, восстановление и изучение степных экосистем в XXI веке: Материалы Международной научно–практической конференции, посвященной 90-летию со дня основания заповедника «Хомутовская степь». – Донецк: Издательство «Ноулидж», Донецкое отделение, 2016. – С. 60-64.
- Тараненко Л. И.  Авифауна Донецкой области и тенденции её изменений // Актуальные проблемы изучения и охраны птиц Восточной Европы и Северной Азии. — Казань, 2001. — С. 583–585. — Второе издание публикации: Тараненко Л.И.  Авифауна Донецкой области и тенденции её изменений  // Русский орнитологический журнал. — Спб, 2014. — Вып. 1047, № 23. — C. 2854–2857.
- Тараненко Л. И. Гамбийская крыса (Cricetomys gambianus) - синантропный вид грызунов западной Африки. — Праці Теріологічної Школи, 2012. — Т. 11. — С. 143–144.
- Тимошенков В., Тараненко Л. Роль малых заповедных территорий и режимов их охраны в сохранении редких видов наземных млекопитающих (на примере заповедника «Хомутовская степь») // Раритетна теріофауна та її охорона / За редакцією І. Загороднюка. — Луганськ, 2008. — 63–72. (Серія: Праці Теріологічної Школи. Випуск 9).
- Тараненко Л. И. Гнездование степной пустельги (Falco naumanni Fleich.) в «Меловой Флоре» возобновилось // Птицы бассейна Северского Донца: Материалы 11 и 12 конф. «Изучение и охрана бассейна Северского Донца». — Донецк, 2005. — Вип. 9. — С. 44-45.
- Тараненко Л.И. Встречи редких краснокнижных видов птиц в Донецкой области // Птицы бассейна Северского Донца: Материалы 11 и 12 конференций "Изучение и охрана птиц бассейна Северского Донца". — 2005. — Т. 9. С. 122-124.
- Тараненко Л. И., Валержан В. В. Орнитологический заказник «Приозерный» в черте г. Славянска // Птицы бассейна Северского Донца, Вып. 8: Материалы 7-10 совещаний «Изучение и охрана птиц бассейна Северского Донца». — Харьков, 2003. — С. 27-32.
- Тараненко Л. И., Пилипенко Д, В. Розовый скворец в Донецкой области // Птицы бассейна Северского Донца. Вып. 8: Материалы 8-10 конференций «Изучение и охрана птиц бассейна Северского Донца". — Харьков, 2003. — С. 77-82 .
- Дорохов А. В., Тараненко Л. И. Гнездование ястреба-перепелятника в черте г. Краматорска // ІІ Міжнародна наукова конференція аспірантів та студентів «Охорона навколишнього середовища та раціональне використання природних ресурсів»: збірка доповідей. Т. 2. — Донецк: ДонНТУ, ДонНУ, 2003. — С. 31-32.
- Власенко В. Н., Тараненко Л. И. Узорчатый полоз (Elaphe dione) на территории Донецкой области // Тези доп. Міжнар. наук. конф. аспірантів та студентів «Охорона навколишнього середовища та раціональне використання природних ресурсів». – Донецьк: ДонНТУ, ДонНУ, 2003. — Т. 2. — С. 37–38.
- Курячий К. В., Тараненко Л.И. К вопросу о статусе герпетофауны окрестностей г. Краматорска // Міжнар. наук. конф. аспірантів та студентів «Охорона навколишнього середовища та раціональне використання природних ресурсів». – Донецьк: ДонНТУ, ДонНУ, 2002. — Т. 2. — С. 106–107.
- Тараненко Л. И. К характеристике ситуации с дрофой в Донецкой области // Материалы Международной научно-практической конференции (Харьков, 24-28 октября 2001 г.). — Харьков-Мартовая, 2002. — С.  29–39.
- Тараненко Л. И. Земноводные Национального парка "Святые горы"  // Экология и фауна юго-восточной  Украины. Сб. научных трудов. — Донецк: ДонГУ, 2001. — Вып. 2. — C. 106–109.
- Тараненко Л. И. Влияние выпаса на формирование пастбищных экосистем в пойме Нижнего Дона // Структура и функциональная роль животного населения в природных и трансформированных экосистемах: Тезисы I международной конференции, 17-20 сентября 2001. — Днепропетровск: ДНУ, 2001. — С. 219–222.
- Тараненко Л.И., Пономарчук В.В. Анализ зимнего состава орнитофауны Донецкой области// Актуальные проблемы изучения и охраны птиц Восточной Европы и Северной Азии. // Мат-лы межд. конф. (XI Орнитол. конф.). Республика Татарстан (29 янв. – 3 февр. 2001 г.). — Казань, 2001.— С. 585-586.
- Тараненко Л. И. Перспективный для охраны птиц участок на южном берегу Краснооскольского водохранилища // Птицы Северского Донца: Материалы 6 и 7 конференции "Изучение и охрана птиц бассейна Северского Донца". — Донецк, 2000. — Вып. 6-7. — С. 15-17.
- Тараненко Л.И. Четенов Ефрем Васильевич // Орнитологи Украины. Библиографический справочник. —  Харьков, 1999. — Вып. 1. — С.163-164.
- Тараненко Л.И. Владимир Эммануилович Мартино  / Орнитологи Украины. Библиографический справочник. —  Харьков, 1999. — Вып. 1. — С. 85-88.
- Мазанко Н. Н., Тараненко Л. И. К  изучению видового состава рыб реки Сухие Ялы / Охорона навколищнього середовища та раціональне використання природних ресурсів. Збірник доповідей IX Всеукраїнської наукової конференції аспірантів та студентів. - Донецьк: ДонДТУ, ДонДУ, ДонДАУ.  — 1999. — С. 246-247.
- Тараненко Л. И., Садуло А. М., Прасол А. Г. Дополнения к списку птиц Донецкой области // Бранта: Сборник научных трудов Азово-Черноморской орнитологической станции. — 1998. — Вып. 1. — С. 124.
- Тараненко Л. И. К характеристике орнитофауны национального природного парка «Святые горы» / Л. И. Тараненко // Птицы бассейна Северского Донца. Вып. 4-5: Материалы 4 и 5 конференции «Изучение и охрана птиц бассейна Северского Донца». — Харьков, 1998. — С. 4-10.
- Тараненко Л. И. К характеристике наземных позвоночных национального парка «Святые горы» // Роль охоронюваних природних територій у збереженні біорізноманіття: Матеріали наукової конференції, присвяченої 75-річчю Канівського природного заповідника (Канів, 8-10 вересня 1998 р.). — Канів, 1998. — С. 246-248.
- Тараненко Л. И. Материалы к обоснованию проекта создания Национального природного парка «Святые Горы». Раздел: животный мир. – Донецк: ДонГУ, 1997. — 116 с. — (Деп. в Укр ИНТЭИ2.06.97, № 422. — Уі97).
- Тараненко Л. И., Флорова В. В. К распространению и численности дельфина Азовки // Аспекты изучения биоразнообразия Донбасса: Итоги научно-исследовательской работы студентов, аспирантов и преподавателей  за 1997 г. — Донецк: ДонГУ, 1997. — Вып. 1. — C. 94–98.
- Тараненко Л. И.,  Пилипенко Д. В. К изучению орнитофауны Великоанадольского леса // Аспекты изучения биоразнообразия Донбасса: Итоги научно-исследовательской работы студентов, аспирантов и преподавателей  за 1997 г. — Донецк: ДонГУ, 1997. — Вып. 1. — C. 57–59.
- Тараненко Л. И. К характеристике ситуации Canserinae в Донецкой области // Птицы бассейна Северского Донца. Вып. 3: Материалы 3-й конференции «Изучение и охрана птиц бассейна Северского Донца» (13-15 сентября 1995 г.). — Харьков, 1996. — C. 40-46.
- Тараненко Л. И., Писарев  С.Н., Комаров И. Ф., Мартынов В. В., Иванов К. Г., Сикорский  И. А., Катранжи Г. Н. К характеристике ситуации  с Anserinae в Донецкой области // Птицы бассейна Северского Донца: Материалы 3-й конференции  "Изучение  и охрана птиц бассейна Северского Донца" (13-15 сентября 1995 г.). — Харьков, 1996. — Вып. 3. — С. 44-52.
- Тараненко Л. И., Комаров И. Ф., Иванов К. Г. Черный аист в Донецкой области // Проблеми вивчення та охорона птахів. — Львів-Чернівці, 1995. — С. 130-131.
- Тараненко Л. И. О некоторых экологических адаптациях и происхождении синантропности белого аиста // Аисты распространение, экология, охрана.  — Минск: Навука і тэхніка, 1992.  — С. 147–155
- Тараненко Л. И. Еще об изучении названий птиц  // Социально-орнит. идеи и предлож. — Ставрополь, 1995. — № 5. — C. 40–47.
- Тараненко Л. И. Заметки по топонимике Северного Приазовья // Донецкий археологический журнал; под ред. В. А. Посредникова. — Донецк: Авере Ко ЛТД, 1993. — Вып. 3. — C. 165–171.
- Тараненко Л. И. Еще об изучении названий птиц // Социально-орнитол. идеи и предлож. — Ставрополь, 1995. — № 2. — C. 40–47.
- Тараненко Л. И. Распространение мухоловки-белошейки в Донецкой области // Птицы бассейна Северского Донца. Вып 2. Материалы 2-й конференции «Изучение и охрана птиц бассейна Северского Донца» (4-6 мая 1994 г.). — Харьков, 1994. — С. 26-27.
- Тараненко Л. И. К вопросу о влиянии рекреации на птиц в долине Северского Донца // Птицы бассейна Северского Донца. Вып 2. Материалы 2-й конференции «Изучение и охрана птиц бассейна Северского Донца» (4-6 мая 1994 г.). — Харьков, 1994. — С. 13-15.
- Тараненко Л. И., Прасол А.Г.  Серый журавль в Донецкой области // Птицы бассейна Северского Донца: материалы конференции «Изучение и охрана птиц бассейна Северского Донца» (26-28 января 1993 г.). – Донецк: ДонГУ, 1993. — С. 30-33.
- Тараненко Л. И. Об изучении названий птиц // Социально-орнитол. идеи и предлож. — Ставрополь, 1992. — № 2. — C. 17–20.
- Тараненко Л. И. О гнездовании журавля-красавки в Донецкой области // Журавль-красавка в СССР. — Алма-Ата: Гылым, 1991. — С. 71–76.
- Страницы Красной книги: научно-популярные очерки / М.Л. Рева, Л.И. Тараненко, Г.Н. Молодан, А.Б. Панченко, А.Е. Рязанцева, H.Н. Ярошенко. – 2-е изд., доп. – Донецк: Донбасс, 1989. – 111 с. – 1, 2.
- Тараненко Л.И. Птицы города Донецка // Птицы и урбанизированный ландшафт (Сборник кратких сообщений). — Канаус, 1984. — С. 130-132.
- Тараненко Л. И. О расширении области гнездования кавказской сойки Garrulus glandarius krynicki // Русский орнитологический журнал. — Спб, 2010. — Вып. 570, № 19. — C. 861-862. (Первая публикация в 1979 г.)
- Тараненко Л. И. Кроншнеп-малютка  Numenius minutus в Баргузинском заповеднике. // Русский орнитологический журнал. — Спб, 2015. — Вып. 1249, № 24. — C. 4287. (Первая публикация в 1976 г.)
- Тараненко Л. И. От древних времен до наших дней. // Природа Донского Края. Научно-популярные статьи и очерки / За ред. Ю. А. Жданова. — Ростов-на-Дону: Ростовское книжное изд., 1975. — С. 23–37.
- Тараненко Л.И. Весенние встречи свиристеля Bombycilla garrulus в западном Тянь-Шане // Русский орнитологический журнал. — Спб, 2017. — Вып. 1534 , № 26. — C. 5137-5138. (Первая публикация в 1968 г.)

Переклад статей:
- Арцыбашев Н. Орнитологические экскурсии и наблюдения на берегах Сарпы в 1858 году: пер. с франц. Л.И. Тараненко / Artzibascheff N. Excursions et observations ornithologiques sur les bords de la Sarpa en 1858 / Стрепет: Фауна, экология и охрана птиц Южной Палеарктики. — Ростов-на-Дону: ЮФУ, 2015. — Вып. 2. — Т. 13. — С. 5-50.

## Згадування про Л.І. Тараненка в ЗМІ
1. В чистом небе донецком. Часть 2.
2. Пернатые соседи: какие птицы обитают на территории ДНР?